# 阿部正賀
阿部 正賀（あべ まさよし）は、上総佐貫藩の第3代藩主。佐貫藩阿部家4代。
延享3年（1746年）4月24日、初代藩主阿部正鎮の三男として生まれる。正賀が生まれる前に父は正賀の姉・於雄の婿として阿部宗家から正興を養子に迎えていたため、寛延3年（1750年）6月に正興の順養子となる。宝暦12年（1762年）12月に従五位下・駿河守に叙位・任官し、宝暦14年（1764年）に正興が死去したため家督を継いだ。
明和2年（1765年）に大坂加番に任じられる。しかし、足痛を持病に持つなど病弱で藩政を執れず、藩に戻らず療養のために湯治を行なうことが多かったとされる。安永9年（1780年）10月21日に死去した。享年35。跡を養子の正実が継いだ。

## 系譜
父母
- 阿部正鎮（実父）
- 阿部正興（養父）

正室、継室
- 於只、証円院 ー 松平近貞の娘（正室）
- 於貞 ー 内藤信興の娘（継室）

養子、養女
- 阿部正実 ー 阿部正允の四男
- 織田長宇正室 ー 阿部正保の娘